# Гражданские войны в Эритрее
Гражданские войны в Эритрее — два вооружённых конфликта, которые велись между конкурирующими группировками повстанцев освобождения Эритреи.
Первая гражданская война велась с 1972 по 1974 год. Фронт освобождения Эритреи пытался подавить диссидентские группы, которым не нравилось руководство ФОЭ и которые хотели сформировать новую повстанческую группировку. Диссиденты включали и христианское меньшинство Эритреи, недовольное про-исламским уклоном ФОЭ. В итоге группе диссидентов удалось выстоять и они создали свою организацию — Народный фронт освобождения Эритреи.
Вторая гражданская война велась с 1980 по 1981 год. Повстанцы из НФОЭ стали атаковать представителей ФОЭ, когда выяснилось, что руководство ФОЭ пыталось организовать мирные переговоры с советскими и эфиопскими властями. В итоге ФОЭ потерпел поражение и был вытеснен за пределы Эритреи. Выжившие участники Фронта освобождения Эритреи бежали в Судан.

## Предыстория
В 1952 году Эритрея и Эфиопия организовали федерацию. Однако затем автономность Эритреи была сильно урезана эфиопскими властями; так, в школах прекратилось преподавание на языках Эритреи. В результате началась борьба за независимость: ФОЭ был создан в Каире, Египет поддерживал радикальные круги эритрейских мусульман.
ФОЭ состоял главным образом из мусульманских боевиков, причём руководство его придерживалось социалистических взглядов. К концу 1960-х эритрейских христиан удалось настроить против центральных властей Эфиопии и их якобы «антихристианской политики» и при помощи нескольких успешных провокаций подключить их к сепаратистской (или национально-освободительной) борьбе. Однако христианские боевики не очень хорошо взаимодействовали с мусульманскими командирами, в результате чего начались трения между мусульманской «старой гвардией» и вновь прибывшими христианами.
Этот конфликт привёл к расколу организации, в результате чего началась гражданская война.

## Первая гражданская война
Первая гражданская война началась по инициативе ФОЭ, когда боевики этой организации стали атаковать зарождающийся Народный фронт освобождения Эритреи. Война началась в феврале 1972 года, особенно интенсивно бои велись на побережье Красного моря. Затем этот конфликт переместился в гористую местность, а в 1974 году сторонам удалось прийти к соглашению о прекращении военных действий.

## Вторая гражданская война
Вторая гражданская война началась по инициативе НФОЭ. Эфиопия начала мощную контратаку на позиции повстанцев и руководство ФОЭ решило сдаться. В 1980 году Фронт освобождения Эритреи вступил в тайные переговоры с Советским Союзом с целью, как было объявлено, «прекратить войну», а фактически с целью получить советскую поддержку. Этот поступок вызвал возмущение среди боевиков НФОЭ, которые заявили, что ФОЭ предал интересы народа Эритреи. Боевые действия между группировками продолжались ещё около года; в итоге ФОЭ был уничтожен, выжившие боевики этой организации бежали в Судан.